# Грузинцев, Степан Антонович
Степан Антонович Грузинцев (22 мая 1911, село Борис-Романовка, Тургайская область, Российская империя — неизвестно, Целиноградская область, Казахская ССР) — бригадир тракторно-полеводческой бригады Балкашинского совхоза Моловского района Акмолинской области, Казахская ССР. Герой Социалистического Труда (1957).

## Биография
Родился в 1911 году в крестьянской семье в селе Борис-Романовка Тургайской области. Рано стал сиротой. Его отец погиб в 1914 году на фронтах Первой мировой войн мать умерла в 1918 году. Воспитывался в детских домах в селе Александровка и Кокчетаве. С 1926 года трудился в хозяйстве зажиточного крестьянина в селе Русский Посёлок. В 1929 году после окончания шофёрской школы трудился трактористом в совхозе «Каттаталдых» Ошского округа Киргизской АССР. С 1933 года — рабочий совхоза села Исаковка (сегодня — Зерендинский район) Казахской АССР. С 1935 года — тракторист, бригадир тракторно-полеводческой бригады в совхозе «Балкашинский» Молотовского района.
Во время освоения целинных земель бригада Степана Грузинцева ежегодно показывала высокие трудовые результаты. Во время уборочной 1956 года труженики бригады за 15 дней завершили страду, собрав высокий урожай зерновых. Указом Президиума Верховного Совета СССР от 11 января 1957 года удостоен звания Героя Социалистического Труда за  «выдающиеся успехи, достигнутые в работе по освоению целинных и залежных земель, и получение высокого урожая» с вручением ордена Ленина и золотой медали «Серп и Молот» (№ 7278). 
Воспитал четверых детей. После выхода на пенсию проживал в Целиноградской области (сегодня — Акмолинская область). Дата смерти не установлена.